# Vejen
Vejen é um município da Dinamarca, localizado na região sudoeste, no condado de Ribe.
O município tem uma área de 244 km² e uma  população de 16 958 habitantes, segundo o censo de 2004.